# Sulina
Sulina é um município brasileiro do estado do Paraná.

## Etimologia
A composição da palavra "Sulina" é formada pelo termo "sul" acrescida do sufixo nominativo "ina". Sul
vem do anglo-saxônico "suth", significando um dos pontos cardeais e o sufixo nominativo "ina" vem do latim "inu"  e designa origem, semelhança, natureza.
A denominação da localidade é de origem geográfica, com origem definida pela influência dos pioneiros "sulistas" do Rio Grande do Sul e do Estado de Santa Catarina que se estabeleceram na região.

## História
O município nasceu através do fluxo migratório de gaúchos e catarinenses que se estabeleceram na região, por volta de 1955, para explorar o cultivo e comercialização do erva-mate e da madeira. Esta situação ocasionou conflitos de posse, em 1957, e o governo do Estado do Paraná criou o Grupo Executivo de Terras para o Sudoeste do Paraná, para regularizar esta situação.
Em 21 de novembro de 1963 foi criado o distrito administrativo de "Sede Sulina" e em 21 de janeiro de 1987 foi criado o município, com território desmembrado de Chopinzinho e denominação alterada para a atual. A instalação oficial ocorreu no dia 1 de janeiro de 1989 e seu primeiro prefeito foi José Nivaldo Stoffels.